# No Guidance
"No Guidance" é uma canção do cantor e compositor estadunidense Chris Brown com a participação especial do cantor canadense Drake. Foi lançado em 8 de junho de 2019 pela editora discográfica RCA Records como quarta música de trabalho do seu nono álbum de estúdio Indigo. A música foi escrita pelos intérpretes juntamente com Velous e Nija Charles, tendo a produção feita por Vinylz, J-Louis, Teddy Walton e Noah Shebib.
A música recebeu grande sucesso comercial, tornando-se o single de maior sucesso de Brown como artista principal na Billboard Hot 100 desde "Forever" em 2008. A música teve grande sucesso tanto nas rádios pop quanto nas de hip-hop, quebrando o recorde de mais semanas no primeiro lugar no R&B/Hip-Hop Airplay , sendo posteriormente superada por "Go Crazy", também de Brown.  
A música alcançou o quinto lugar na Billboard Hot 100 e também alcançou o top dez na Austrália e Nova Zelândia, Bélgica, Canadá, República Tcheca e Reino Unido. Foi certificada como diamante pela Recording Industry Association of America (RIAA), platina quádrupla pela Australian Recording Industry Association (ARIA) e platina tripla pela Canadian Recording Industry Association (MC).

## Antecedentes
Brown e Drake tiveram um histórico de rixas que remontam a 2012 que se intensificaram em junho daquele ano depois que amigos dos músicos brigaram em uma boate de Nova York, da qual Brown foi ferido. Nos anos seguintes, os artistas esporadicamente fizeram comentários ofensivos direcionados um ao outro, expressando seu ódio.  No entanto, em 12 de outubro de 2018, Drake trouxe o cantor para sua turnê Aubrey & the Three Migos em Los Angeles e encerrou publicamente sua rivalidade.  A performance gerou rumores sobre uma possível colaboração entre os artistas.
Após o anúncio de Brown de ter colaborado com Drake em seu álbum Indigo, trechos da música, retirados da festa de 30 anos de Brown, vazaram online em 5 de maio de 2019.  Em 5 de junho de 2019, Brown anunciou que a música seria lançada naquela noite.  Mesmo antes de seu lançamento, vários meios de comunicação chamaram a música de candidata à "Canção do Verão" de 2019.
Drake, ao discutir sua reconciliação com Brown durante uma entrevista no Tidal, falou sobre a criação da música, dizendo: "Nós já nos reunimos antes e tentamos nos conectar e fazer música e sempre estávamos forçando isso", e depois de finalmente terminar sua briga em 2018, eles acharam mais natural trabalhar juntos. Drake declarou: "Eu sempre tive muita admiração por seu talento e acho que finalmente ele me deu respeito e admiração mútuos ao me permitir assumir a liderança na música"

## Recepção da Critica
No Guidance recebeu elogios da critica especializada como um "clássico instantâneo" entre a primeira colaboração real entre os artistas mais bem sucedidos do R&B e do Hip hop. A HipHopDX elogiou "No Guidance", dizendo que "serve como um groove blues atemporal", e a nomeou "a música R&B do ano". O crítico do Vulture, Craig Jenkins, disse que: "A primeira colaboração adequada [Entre os artistas], faísca, mas nunca brilha exatamente", achando-a "muito familiar", mas terminando dizendo que "vou ficar preso nela pelos próximos dias de qualquer maneira". Desire Thompson, da revista Vibe, afirmou que a música prova que Brown e Drake "formam uma boa equipe de R&B".A HotNewHipHop comentou que "a produção suave, a melodia cativante e a vibração descontraída fizeram de "No Guidance" um clássico instantâneo"

## Clipe Musical
O videoclipe de "No Guidance" foi dirigido por Chris Robinson e lançado em 26 de julho de 2019. O vídeo tem uma duração total de 9 minutos e 6 segundos. Os cantores Tory Lanez e Sevyn Streeter fizeram aparições especiais no vídeo.
O vídeo começa com alguns cortes de diálogo que configuram uma festa onde os dois artistas se encontram acidentalmente. Mais tarde, se cria um confronto entre Brown e Drake cercados por suas equipes e várias mulheres em um estacionamento de Miami, que acaba sendo decidido em uma batalha de dança. Durante a batalha, Brown executa uma coreografia complexa do último verso da música, enquanto Drake responde com movimentos interpretados de forma cômica . Após o confronto, os dois artistas resolvem sua briga.

## Prêmios
| Ceremony                     | Category                             | Result   | Ref.   |
| ---------------------------- | ------------------------------------ | -------- | ------ |
| 2019 Soul Train Music Awards | Song of the Year                     | Venceu   |        |
| 2019 Soul Train Music Awards | Best Collaboration                   | Venceu   |        |
| 2019 Soul Train Music Awards | Best Dance Performance               | Venceu   |        |
| 2019 Soul Train Music Awards | Ashford & Simpson Songwriter's Award | Indicado |        |
| 2019 Soul Train Music Awards | Best Video of the Year               | Indicado |        |
| 62nd Annual Grammy Awards    | Best R&B Song                        | Indicado | [ 13 ] |

## Paradas
| Chart (2019–2020)                                  | Posição |
| -------------------------------------------------- | ------- |
| Austrália (ARIA)                                   | 7       |
| Bélgica (Ultratip Bubbling Under de Flandres)      | 6       |
| Canadá (Canadian Hot 100)                          | 7       |
| República Checa (Singles Digitál Top 100)          | 10      |
| Denmark (Tracklisten)                              | 35      |
| France (SNEP)                                      | 118     |
| Alemanha (Offizielle Deutsche Charts)              | 63      |
| Global 200 (Billboard)                             | 113     |
| Greece (IFPI)                                      | 12      |
| Ireland (IRMA)                                     | 19      |
| Lebanon (Lebanese Top 20)                          | 10      |
| Lithuania (AGATA)                                  | 22      |
| Netherlands (Dutch Top 40 Tipparade)               | 7       |
| Países Baixos (Single Top 100)                     | 36      |
| New Zealand (Recorded Music NZ)                    | 5       |
| Norway (VG-lista)                                  | 40      |
| Portugal (AFP)                                     | 28      |
| Escócia (Scottish Singles Chart)                   | 34      |
| Eslováquia (Singles Digitál Top 100)               | 52      |
| Suécia (Sverigetopplistan)                         | 73      |
| Suíça (Schweizer Hitparade)                        | 29      |
| Reino Unido (UK Singles Chart)                     | 6       |
| Reino Unido (OCC UK R&B)                           | 3       |
| Estados Unidos (Billboard Hot 100)                 | 5       |
| Estados Unidos (Billboard R&B/Hip-Hop Songs)       | 2       |
| Estados Unidos (Billboard Hot R&B/Hip-Hop Airplay) | 1       |
| Estados Unidos (Billboard Adult R&B Songs)         | 1       |
| Estados Unidos (Billboard Mainstream Top 40)       | 24      |
| Estados Unidos (Billboard Rhythmic)                | 1       |
| Estados Unidos (Billboard Dance/Mix Show Airplay)  | 36      |
| US Rolling Stone Top 100                           | 2       |

| Chart (2019)                         | Posição |
| ------------------------------------ | ------- |
| Australia (ARIA)                     | 53      |
| Canada (Canadian Hot 100)            | 43      |
| New Zealand (Recorded Music NZ)      | 34      |
| Portugal (AFP)                       | 125     |
| UK Singles (Official Charts Company) | 67      |
| US Billboard Hot 100                 | 21      |
| US Hot R&B/Hip-Hop Songs (Billboard) | 7       |
| US Rhythmic (Billboard)              | 5       |
| US Rolling Stone Top 100             | 11      |

| Chart (2020)                         | Posição |
| ------------------------------------ | ------- |
| US Billboard Hot 100                 | 36      |
| US Hot R&B/Hip-Hop Songs (Billboard) | 42      |
| US Rhythmic (Billboard)              | 30      |

## Histórico de lançamento
| País  | Data               | Formato                         | Gravadora | Referência |
| ----- | ------------------ | ------------------------------- | --------- | ---------- |
| Mundo | 8 de junho de 2019 | fluxo de mídia descarga digital | RCA       | [ 1 ]      |